# Der Andere (2007)
Der Andere ist ein argentinischer Spielfilm aus dem Jahr 2007.

## Handlung
Juan Desouzas Vater ist todkrank. Seine Frau ist schwanger. Die Probleme wachsen ihm über den Kopf. Als auf einer Dienstreise ein zufälliger Reisebegleiter stirbt, nutzt er die Chance aus seinem bisherigen Leben herauszukommen. Er nimmt die Identität des Toten an und sucht sich einen neuen Beruf und einen neuen Wohnort. Schnell begreift Juan die Möglichkeiten ein Leben völlig neu zu beginnen und begeistert sich für dieses neue Leben. Eine Identität ist ihm bald schon nicht mehr genug. Er wechselt erneut und schafft sich weitere Biografien. Nach 48 Stunden ist alles vorbei.

## Kritiken
„Diese Reise wäre sicherlich spannender verlaufen, wenn sie Rotter nicht als Spaziergang mit Endlospausen an jeder Straßenecke erzählen würde.“

„Der Film ist wunderbar stimmig und nicht nur in der Hauptrolle mit Julio Chávez perfekt besetzt.“

„Ein stiller und stimmiger Film, der ganz von der Schauspielkunst seines hervorragenden Protagonisten sowie den traumverlorenen, schlafwandlerisch sicher fotografierten Bildern lebt.“

## Auszeichnungen
Der Film lief im Wettbewerb um den Goldenen Bären der Berlinale 2007. Der Film wurde mit dem Großen Preis der Jury ausgezeichnet und Hauptdarsteller Julio Chávez mit dem Darstellerpreis. Der Goldene Bär ging an Tuyas Hochzeit.